# 佐藤雄太 (ラグビー選手)
佐藤 雄太（さとう ゆうた、1990年6月12日 - ）は、日本のラグビーユニオン選手。
　

## プロフィール
- 身長185 cm、体重88 kg。
- ポジションはフランカー(FL)、ロック(LO)。
- ニックネームはユウタ。

## 略歴
2009年、金足農業高校卒業後、立正大学に入る。
2013年、立正大学卒業後、セコムラガッツに加入。同年9月14日に行われたトップイーストリーグDiv.1第1節の栗田工業ウォーターガッシュ戦で途中出場ながら公式戦初出場を果たした。
2014年、釜石シーウェイブスに加入。
2015年、トップリーグ東芝ブレイブルーパスへ2週間国内留学した。
2017年、釜石シーウェイブスを退団した。